# NGC 6399
NGC 6399 is een spiraalvormig sterrenstelsel in het sterrenbeeld Draak. Het hemelobject werd op 7 juli 1885 ontdekt door de Amerikaanse astronoom Lewis A. Swift.

## Synoniemen
- UGC 10896
- MCG 10-25-59
- ZWG 300.47
- PGC 60442